# Ulricehamn–Vartofta järnväg
Ulricehamn–Vartofta järnväg, även Ulricehamns järnväg, byggdes med 891 mm smalspår mellan Ulricehamn och Vartofta och öppnades för allmän trafik år 1874.  Ägarbolaget var först Ulricehamn-Vartofta Järnvägsaktiebolag, men efter en konkurs 1878 bildades ett nytt bolag: Ulricehamns Järnväg.
Företaget förvärvades 1903 av Västra Centralbanan, som 1906–1907 byggde om banan till normalspår. Bandelen Ulricehamn-Åsarp blev en del av Västra Centralbanan, medan delen Åsarp-Vartofta såldes till Tidaholms Järnväg.